# 1948年第5号
 1948年第5号（英語：No. 5, 1948）是美国画家杰克逊·波洛克的一幅作品，杰克逊以其对抽象表現主義画派的贡献而闻名。2006年11月2日《紐約時報》稱這幅畫被大衛·格芬賣給大衛·馬丁內斯，價格達1.4億美金，成為世界上最昂貴的畫作之一。

## 创作
杰克逊·波洛克于一块纤维板上创作了该画，并使用了水性颜料，长宽分别为8英尺和4英尺。